# Красноармейский (Воронежская область)
Красноармейский — посёлок в Эртильском районе Воронежской области.
Входит в состав городского поселения Эртиль.

## География

### Улицы
| - ул. 27 Партсъезда - ул. 50 лет ВЛКСМ - ул. Береговая - ул. Гагарина - ул. Маршала Жукова | - ул. Механизаторов - ул. Молодежная - ул. Совхозная - ул. Урожайная - ул. Центральная |

## Население
| 2000 | 2010 |
| ---- | ---- |
| 865  | ↘454 |

В 2005 году население посёлка составляло 621 человек.

## Инфраструктура
В поселке имеется сельское отделение почтовой связи, улица Гагарина, 20.